# Sam Trammell
Sam Trammell (New Orleans, 29 januari 1969) is een Amerikaans toneel-, televisie- en filmacteur. Hij werd in 1998 genomineerd voor een Tony Award voor zijn rol in het toneelstuk Ah, Wilderness! van Eugene O'Neill. Hij speelde van 2008 tot en met 2014 Sam Merlotte in de televisieserie True Blood.
Trammel behoorde eerder tot de vaste cast van de televisieserie Going to California en speelde eenmalige gastrollen in onder meer House, Strong Medicine, Bones, CSI: NY, Numb3rs, Dexter, Cold Case, Medium en Law & Order: Criminal Intent. Daarnaast had hij rollen in meer dan tien bioscoop- en televisiefilms.

## Filmografie
*Exclusief televisiefilms
| - 3 Days with Dad (2019) - Breakthrough (2019) - Nancy Drew and the Hidden Staircase (2019) - I See You (2019) - Hospitality (2018) - Say You Will (2017) - La Gran Promesa (2017) - Imperium (2016) - I Am Wrath (2016) - The Track (2015) - Three Generations (2015) - All Mistakes Buried (2015) - Me (2014) - The Fault in Our Stars (2014) - Things People Do (2014, aka After the Fall) | - White Rabbit (2013) - The Privileged (2013) - Crazy Kind of Love (2013) - Guns, Girls and Gambling (2012) - The Details (2011) - AVPR: Aliens vs Predator - Requiem (2007) - Undermind (2003) - Followers (2000) - Autumn in New York (2000) - Fear of Fiction (2000) - Beat (2000) - Wrestling with Alligators (1998) - The Hotel Manor Inn (1997) - Childhood's End (1996) |

## Televisieseries
*Exclusief eenmalige gastrollen
- The Order - Eric Clarke (2019, vier afleveringen)
- This Is Us - Ben (2016-2017, vier afleveringen)
- True Blood - Sam Merlotte (2008-2014, 81 afleveringen)
- Judging Amy - Marty Levine (2005, drie afleveringen)
- Going to California - Kevin 'Space' Lauglin (2001-2002, twintig afleveringen)
- Trinity - Liam McCallister (1998, drie afleveringen)
- Maximum Bob - Sonny Dupree (1998, twee afleveringen)

- Biblioteca Nacional de España: XX5340364
- Bibliothèque nationale de France: cb16251400q (data)
- Gemeinsame Normdatei: 141088354
- International Standard Name Identifier: 0000 0001 1456 1958
- Library of Congress Control Number: no2009084331
- Nationale Bibliotheek van Tsjechië: xx0264445
- Nederlandse Thesaurus van Auteursnamen: 386033382
- Système universitaire de documentation: 167325647
- Virtual International Authority File: 120334895
- WorldCat: E39PBJm9d64VgkCwfRyXqthT73